# Laura Unsworth
Pour les articles homonymes, voir Unsworth.
Laura Emma Unsworth (épouse Roper) (née le 8 mars 1988 à Sutton Coldfield (Angleterre)) est une joueuse de hockey sur gazon britannique, membre de l'équipe de Grande-Bretagne de hockey sur gazon féminin. 
Avec la Grande-Bretagne, elle est médaillée de bronze aux Jeux olympiques d'été de 2012 à Londres avant d'être sacrée championne olympique en 2016 à Rio de Janeiro.